# Wilhelm Gustav von Kaltenborn
Wilhelm Gustav von Kaltenborn (* 1664; † 25. Jänner 1725 in Dresden) war sachsen-merseburgischer Geheimer Rat und Abgeordneter der sächsischen Landtags in Dresden.

## Leben
Kaltenborn wurde zunächst herzoglich-oelsischer Hofmeister, dann Oberhofmeister der Herzogin von Sachsen-Weißenfels und zuletzt Geheimer Rat am Hof des Herzogs von Sachsen-Merseburg. In dieser Eigenschaft nahm er als fürstlicher Abgeordneter 1722 am Landtag in Dresden teil.
Seit 1704 war er verheiratet mit Anna Elisabeth von Gutstedt aus Deersheim. Ihre Tochter Wilhelmine Elisabeth wurde Äbtissin der Damenstifts Lippstadt.